# 26659 Skirda
26659 Skirda è un asteroide della fascia principale. Scoperto nel 2000, presenta un'orbita caratterizzata da un semiasse maggiore pari a 2,2316354 UA e da un'eccentricità di 0,1798484, inclinata di 4,07200° rispetto all'eclittica.